# French Lick
French Lick és una població dels Estats Units a l'estat d'Indiana. Segons el cens del 2006 tenia 1.924 habitants.

## Demografia
Segons el cens del 2000, French Lick tenia 1.941 habitants, 849 habitatges, i 513 famílies. La densitat de població era de 462,6 habitants/km².
Dels 849 habitatges en un 25,7% hi vivien nens de menys de 18 anys, en un 43,6% hi vivien parelles casades, en un 12,5% dones solteres, i en un 39,5% no eren unitats familiars. En el 35,2% dels habitatges hi vivien persones soles el 18% de les quals corresponia a persones de 65 anys o més que vivien soles. El nombre mitjà de persones vivint en cada habitatge era de 2,21 i el nombre mitjà de persones que vivien en cada família era de 2,81.
Per edats la població es repartia de la següent manera: un 22% tenia menys de 18 anys, un 8,6% entre 18 i 24, un 26% entre 25 i 44, un 22,9% de 45 a 60 i un 20,6% 65 anys o més.
L'edat mediana era de 40 anys. Per cada 100 dones de 18 o més anys hi havia 87,6 homes.
La renda mediana per habitatge era de 27.197$ i la renda mediana per família de 36.583$. Els homes tenien una renda mediana de 26.046$ mentre que les dones 17.346$. La renda per capita de la població era de 15.113$. Entorn de l'11,8% de les famílies i el 18,7% de la població estaven per davall del llindar de pobresa.

## Poblacions més properes
El següent diagrama mostra les poblacions més properes.